# 1990 (canción)
1990 es un sencillo del cantautor italiano Achille Lauro, publicado el 25 de octubre de 2019 como primer extracto del  álbum del mismo título y que fue certificado como disco de oro en Italia.
La versión de la canción incluida en el álbum de 1990 fue revisada en una versión más electrónica y menos roquera por el productor y Dj italiano Gow Tribe

## Origen
La canción es una versión del  Be My Lover de los La Bouche del 1995.

## Vídeoclip
El videoclip, dirigido por Fabio Breccia, se hizo público  el de noviembre de 2019. Muestra a Achille Lauro vestido con pantalones rosas y botas de tacón en un dormitorio rodeado de carteles de personajes en boga en los años  90

## Posición en las listas
Listas semanal 2020
| Lista (2019)            | Posición |
| ----------------------- | -------- |
| Italia                  | 49       |
| Italia (independientes) | 4        |